# Курша (Рязанская область)
'Курша (Успенское) — упразднённая деревня в Клепиковском районе Рязанской области России. Ныне урочище на территории  Колесниковского сельского поселения.

## География
Урочище расположено в северной части Рязанской области, в зоне хвойно-широколиственных лесов, в пределах Мещёрской низменности,  на правом берегу реки Курша,  в 37 км к юго-востоку от центра города Спас-Клепики.  Ближайшие населенные пункты — деревня Сергеевка и деревня Култуки к северо-западу, деревня Иванково к северу и деревня Ветчаны к северо-востоку.

### Климат
Климат характеризуется как умеренно континентальный, с тёплым летом и умеренно холодной снежной зимой. Средняя температура воздуха самого холодного месяца (января) — −11,5 °C (абсолютный минимум — −42 °C); самого тёплого месяца (июля) — 19 °C. Безморозный период длится около 140 дней. Среднегодовое количество осадков — 500 мм, из которых большая часть выпадает в тёплый период. Снежный покров держится в течение 135—145 дней.

## История
В качестве погоста земли упоминаются в первой половине 17 века в писцовой книге Кирилла Воронцова-Велъяминова (1629-1630 годы). По окладной книге Старорязанской десятины при Успенской церкви, на Курше показано: «двор вдового попа Евсевия Борисова с детьми Ивашкою да с Алешкою, дьячка и просвирницы и пономаря нет. Церковные пашни десять четвертен в поле, в дву потомужь, сена двадцать копен. В приходе к той церкви: два двора помещиковы да двор вотчинников, да в разных деревнях пятьдесят один двор, да бобыльских девять дворов. И по окладу с тое церкви дани платить рубль тринадцать алтын. И по новому окладу перед прежними дани прибыло один алтын 3 деньги». Церковь села Курша имела богатую историю, в 1752 году обветшавшая постройка была разобрана, на том же месте была построена новая деревянная Успенская церковь. 12 марта 1800 года церковь со всем имуществом и колоколами сгорела. Вместо сгоревшей в 1802 году была построена новая с Пятницким приделом. В 1853 году в ней был устроен теплый придел в честь св. апостолов Петра и Павла, а в 1860 году Богоявленский придел. В 1860 и в 1881 годах церковь и приделы были вновь перестроены, заново перестроена колокольня, а вокруг церкви устроена ограда.
В середине 19 века село принадлежало фельдмаршалу князю Петру Михайловичу Волконскому, владевшему здесь 27 тысячами десятин земли. Внучка фельдмаршала княгиня Елисавета Григорьевна Волконская обменяла лесную дачу на казенные земли Борисоглебского уезда Тамбовской губернии.
Писатель Александр Иванович Куприн гостил в селе Курша у своих родных в конце 1890-х годов.
В составе прихода кроме села Курши входили деревни: Истомина (Ветчаны), Ивановская (Иванково), Култуцкая (Култуки), Сергеевская (Сергеевка) и Акулова (Акулово). В приходе по штату 1873 года положены были 1 священник, диакон и 2 псаломщика. Указом св. Синода от 20 октября 1881 года за № 3994 была открыта вакансия второго священника.В 1883 году стены церкви украсили живописью. В 1886 году были вызолочены иконостасы в холодной, переделаны и вызолочены иконостасы в трапезе. В советское время службы продолжались, но в 1949 году церковь сгорела. По словам жителей соседних деревень Култуки и Ветчаны в крест попала молния, что послужило причиной пожара. После этого последние жители покинули село. 

## Курша сегодня
В 2016 году при участии жителей соседних деревень и настоятеля Троицкого храма посёлка Тума отца Михаила у остатков церковных ворот был установлен памятный крест.
Осенью 2022 года все памятники с кладбища при церкви были вывезены неизвестными. 